# 妙趣廣州話
《妙趣廣州話》，是香港電視廣播有限公司製作的教育資訊性電視節目，於旗下頻道翡翠台播出，目的是指出一些粵語广州话中常用，但極少用於書面的粵語詞匯（如生暴、走趱、女赞鬼、香笄），又解釋一些字的正確讀音及寫法。翡翠台不時會重播這個節目。

## 概要
節目於2000年播出，由香港中文大學中國語言及文學系於同年成立的粵語研究中心負責撰稿，節目主持包括該中心學者何杏楓。
2006年中大粵語研究中心以此節目的內容為基礎，編成《追本窮源：粵語詞彙趣談》一書，同年節目亦於電視台重播。2022年該書再被修訂為《追本窮源：粵語詞義趣談》。